# Sphingonotus beybienkoi
Sphingonotus beybienkoi är en insektsart som beskrevs av Leo L. Mishchenko 1936. Sphingonotus beybienkoi ingår i släktet Sphingonotus och familjen gräshoppor.

## Underarter
Arten delas in i följande underarter:
- S. b. beybienkoi
- S. b. percomis